# Раде Јовановић (кантаутор)
Радослав - Раде Јовановић (Горажде, 15. април 1928 — 15. април 1986) био је српски је песник и композитор,кантаутор. Оставио је значајно дело у народној музици на простору бивше Југославије, a посебно Босне и Херцеговине и босанске севдалинке. Иза имена Радета Јовановића крије се један од најпознатијих текстописаца и композитора народне музике са простора бивше Југославије.

## Детињство и Други светски рат
Рођен је 1928. године у Горажду. Школовао се у Горажду и Прибоју. Учествовао је у НОБ-у, у другој пролетерској бригади. Из тог периода остао је знатан број песама посвећених његовим саборцима, као што су Бошко Буха и Сава Сирогојно, од којих је касније и снимљена и ЛП.
Након Другог светског рата био је први омладински секретар у Горажду, а потом и обласни секретар у Бановићима. У Бановићима је ухапшен и упућен на Голи оток, где је остао осамнаест месеци. Пуштен је тешко болестан и вратио се у Горажде. Запослио се као референт за дечји додатак, али су га због болести брзо пензионисали. Уништен и физички и психички, прогоњен од полиције као ИБ-овац, покушава се тешити песмом.

## Стваралаштво
Педесетих година прошлога века настаје његова прва песма у духу народног мелоса „Често млађан прошетам крај Дрине“. Написао је, како је касније причао, у једном даху, у тренутку инспирације, и то на обичној кутији цигарета.
Почео је да пише песме за одрасле и децу. Мећу првим песмама била је „На обали Дрине“ коју је отпевао Заим Имамовић. Затим је Нада Мамула отпевала „Негдје у даљине“, а песму „Сјећаш ли се ратни друже“ и „Болан ти лежим јаране“ отпевао је Гвозден Радичевић. Долазе и учешћа на фестивалу Илиџа '64. где побеђује са песмом „Јаблани се повијају“, a коју је отпевао Сафет Исовић. Та песма је освојила награду жирија и публике и за текст и за музику. На истом фестивалу, Раде је учествовао са три песме и све су освојиле неку награду. И следећа Илиџа '65 поново осваја награду за песму „Не питај ме стара мајко“ у интерпретацији Недељка Билкића.
Онда настаје затишје, јер је своје прсте директно умешала УДБА којој није одговарало да бивши осуђеник са Голог Отока доживљава такав метеорски успех и да његове песме улазе у народ, певају се, памте и награђују. Постављене су бројне препреке којима су вешто избегаване Радетове песме (Шемсудин Гегић је ово обрадио и потврдио својим документарним филмом „Народни умјетник - непријатељ А категорије" из 2001), али Раде покушава опстати снимајући повремено. Снимљено је пуно Радетових песама за које су мислили да су народне и које су добиле атрибут народних још за Радетовог живота.
Сафет Исовић је први пут отпевао „Кад сретнеш Ханку“ на Београдском сабору 1970. Многи новинари су тада записали да је публика у Дому Синдиката дуго протестовала што је жири „Ханки“ и Сафету доделио тек трећу награду. Међутим, оно што жири није учинио, учинили су касније љубитељи севдалинки, па је „Ханка“ постала хит над хитовима. Седам година касније музички критичари бивше Југославије су у анкети Радио Београда севдалинку „Кад сретнеш Ханку“ прогласили народном песмом деценије .
Као аутор и као човек био је инспирација многим позоришним и музичким ауторима, који су у његовом животу и стваралаштву нашли извор за своје филмове, документарне и музичке емисије, те радио емисије, а посебно босанскохерцеговачки редитељи Шемсудин Гегић и Вехид Гунић.
Починио је самоубиство, 15. априла 1986. године.

## Фестивал песме и севдаха „Раде Јовановић“
У знак сећања на познатог горажданског песника и композитора Радета Јовановића, у Горажду се 18. јуна 2005. и 2006. одржао међународни фестивал песме и севдаха „Раде Јовановић, Горажде 2005”.

## Песме
Написао је преко 500 песама.
Река Дрина, Босна и Херцеговина, природа, људи и њихове судбине били су непресушни извор и стална тема Радетових песама, попут:
- Јаблани се повијају
- Негдје у даљине
- Сеја косе расплетала
- Маленим сокаком не пролазим више
- Кад сретнеш Ханку
- Прођох Босном кроз градове (коауторска са Драгишом Недовићем)
- Шта се ово Босном чује
- Ах, мерака у вечери ране
- Суморна јесен
- Не питај ме стара мајко
- Кад у мају руже процвјетају
- Теби, мајко, мисли лете
- Свјетла мога града
- Пролази јесен
- Горажде једино у срцу мом
- На обали Дрине
- Болан ти лежим јаране
- У туђој земљи
- Још ове ноћи чаше нам дајте
- Све што мине, повратка му нема
- Не могу те више својом звати
- Помилуј ми пјесмо душу